# 佐賀城

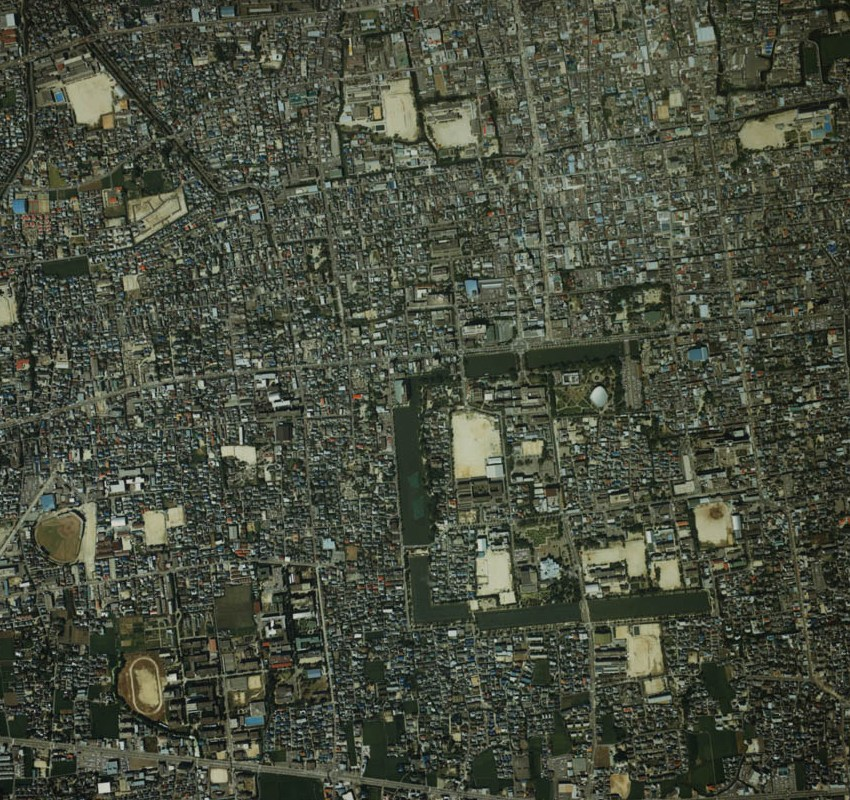
佐贺市中心的航拍照片。中间偏右下位置的“匚”形是佐贺城遗迹的现存堀。东侧的堀和分隔本丸与二之丸的中堀已经被填埋。此图片为日本国土交通省的国土图像信息（彩色航拍照片）。

佐賀城是位於日本佐賀縣佐賀市的一座城堡。古名佐嘉城，別名沉城、龜甲城。江戶時代初期完成，是佐賀藩的藩廳所在地。現時位於佐賀市市中心。明治時代初期，爆發佐賀之亂，導致城內中部份建築被燒毀。殘餘部份成為了日本重要文化財。

## 簡介
佐賀城位於佐賀市中心。城堡的構造是輪郭梯郭複合式平城。最外層的堀寬度有50米，其內並未修築石垣而是使用了土壘。由於佐賀城地形平坦，為了避免城內情況被輕易探查，土壘之上植有松樹和樟樹。佐賀城看起來像是沉沒在樹林之中，加之當時有多重的外堀，遭受攻擊時可以放水淹沒主要部分以外的區域以阻敵，因此又有別名「沉城」。此外，城郭和城下町與「慶長御積繪圖」中所載（應為完成想像圖）差別甚大，嚴格來說佐賀城是未完全建成的城池。
江戶時代，城下和城內挖掘了縱橫交錯的水渠，以提供生活用水。城下町在從豐前小倉到長崎的長崎街道上，宿場町因而繁榮發展。
明治時代的佐賀之亂使城內大部份建築物被燒毀，只有鯱門及續櫓得以保存至今，現時成為了日本國家的文化財產。依據最近的調查結果，燒毀的天守的規模可能與小倉城天守相同或略大。
現今佐賀城的遺跡成為佐賀城公園，其舊址範圍內目前有縣廳、廣播局、美術館、博物館及學校等，是佐賀縣政治經濟的中心。

## 歷史

### 戰國時代
龍造寺氏的宗家以佐賀龍造寺城（村中城）為居城。平安時代，藤原季喜成為龍造寺村領主，駐留在此，其子孫以龍造寺氏自稱。龍造寺氏統治此地，直至慶長年間鍋島氏改造此城為今日的佐賀城。
1569年（永祿12年），大友宗麟將本陣設於築後國高良山的吉見岳城，從佐賀平原的北側以大軍進犯。佐賀龍造寺城周邊均被燒毀。龍造寺隆信此後一度與大友氏談和，但1570年（元龜元年），大友再度攻伐，圍困龍造寺城。窮途末路的龍造寺家以鍋島信正（即後來的鍋島直茂）為將，夜襲大友軍在今山的軍陣，大友軍主將大友貞親陣亡，史稱今山之戰。龍造寺隆信之後，其子政家、孫高房於此統治。
佐賀龍造寺城所在地和構造形制皆多有不明。2009、2010年（平成21、22年），佐賀市教育委員會在西堀門附近進行挖掘，首次發現了兩座建築和堀等與龍造寺城有關的遺構和遺物。

### 安土桃山時代至江戶時代
佐賀城是由龍造寺氏居城村中城改造而來。1584年龍造寺隆信與島津、有馬聯合軍交手時戰死，鍋島氏趁此機會掌握了實權。
雖然鍋島直茂在1585年（天正13年）就有改造城堡的計劃，不過畢竟村中城是龍造寺政家的居城，有所忌憚而未實施。1602年（慶長7年），在鍋島家的大名身份獲得德川幕府承認後，鍋島直茂對城堡正式進行改造。1611年（慶長16年）長男勝茂執掌時改造完成。內堀寬达80米，4重5層的天守閣參考了小倉城的設計。而鍋島氏原本的居城蓮池城在一國一城令下被拆卸。
佐賀城經歷過多次火災，特別是1726年（享保11年），本丸之內包括天守的大部份建築物燒毀。1728年，在二之丸建造了御殿，此後藩政中心改在二之丸。1835年（天保6年）二之丸遭遇大火，再次重修本丸，政務的處理也移至本丸，而天守在享保大火後就沒被重建，一直以御殿代替。至於現存的鯱門及續櫓大門是1838年建成的。御殿在明治維新之後作為法院和學校使用。

### 近現代
1874年（明治7年）的佐賀之亂中，以江藤新平為首叛亂軍佔據了佐賀城。戰鬥使城內大多數建築毀壞。鯱門亦留下了當時的彈痕。其後在佐賀城址建造了學校、氣象台、縣廳等公共設施。
1953年鯱門及續櫓成為了佐賀縣重要文化財。1957年成為了國家重要文化財。同年，明治時期的建築物「協和館」被移築到天守台上，用作集會場所。2003年（平成15年），市議會決議將其拆毀。
本丸御殿最深處的「御座之間」（鍋島直正的起居處）是天保年間的建築，1957年（昭和33年），移築至水江大木公園（日语：水ヶ江大木公園），改作南水會館。2001年（平成13年）成為佐賀市重要文化財。2004年復原天保年間本丸御殿的佐賀縣立佐賀城本丸歷史觀完工，御座之間也被移築回原位。
2006年4月6日佐賀城當選日本100名城之一。
2012年進行了對天守閣的大規模的考古挖掘調查和文獻調查。推定佐賀城天守閣為外觀4重屋簷，內部為5層，最上部一重屋簷下內部為兩層的結構；從內部礎石的配置情況推斷出天守使用了晚期天守閣罕見的書院造結構。根據天守台挖掘出的金屬構件，可以知道天守閣的窗是「突上戶」，即窗向上打開，以木棍支撐的結構。傳世的天守閣圖畫有兩幅：寬永3年的寬永城並小路町圖和慶長佐嘉小城內繪圖，兩者的描繪雖有所不同，共同之處是除了最上部以外，完全沒有破風等屋簷裝飾。這與小倉城天守的特徵一致，印證了佐賀城天守參考了小倉城天守設計的說法。

## 關聯條目
- 日本100名城
- 日本城堡列表

## 外部連結
- 佐賀城本丸歷史館（页面存档备份，存于）
- 江戸時代の佐賀城下伝える「御城下絵図」  （页面存档备份，存于）佐賀新聞社